# JuMZ T1
JuMZ T1 – typ przegubowego trolejbusu wytwarzanego w latach 1992–1998 w ukraińskich zakładach Jużmasz w Dnieprze. Jego jednoczłonową odmianą jest trolejbus JuMZ T2.

## Historia
Na początku lat 90. XX wieku w ukraińskich zakładach Jużmasz podjęto prace mające na celu modernizację trolejbusu typu Kyjiw-11. Kierownikiem naukowym prac nad nowym trolejbusem wybrano Władymyra Wekłycza, a głównym konstruktorem został Michaił Gałas. W budowie trolejbusu uczestniczył także późniejszy prezydent Ukrainy Łeonid Kuczma.

## Konstrukcja
JuMZ T1 to przegubowy, dwuczłonowy, wysokopodłogowy trolejbus z nadwoziem opartym na trzech osiach. Do wnętrza pojazdu prowadzi czworo dwupłatowych drzwi składanych. Wyposażenie elektryczne umieszczono w skrzyni na dachu przedniego członu.

## Dostawy
| Państwo        | Miasto                   | Lata dostaw     | Liczba | Numery taborowe                                  |        |
| -------------- | ------------------------ | --------------- | ------ | ------------------------------------------------ | ------ |
| Białoruś       | Mińsk                    | 1992–1993       | 5      | 5174, 5175, 5177, 5186, 5187                     | [ 7 ]  |
| Estonia        | Tallinn                  | 1994            | 1      | 425                                              | [ 8 ]  |
| Mołdawia       | Kiszyniów                | 1996            | 4      | 2127–2130                                        | [ 9 ]  |
| Rosja          | Orenburg                 | 1993–1994       | 27     |                                                  | [ 10 ] |
| Ukraina        | Ałczewsk                 | 1993–1994       | 5      | 363–367                                          | [ 11 ] |
| Ukraina        | Bachmut                  | 1993            | 6      | 200–205                                          | [ 12 ] |
| Ukraina        | Biała Cerkiew            | 1992–1993       | 6      | 096–101                                          | [ 13 ] |
| Ukraina        | Charków                  | 1992–1996       | 47     | 2001–2047                                        | [ 14 ] |
| Ukraina        | Chersoń                  | 1993            | 2      | 450–451                                          | [ 15 ] |
| Ukraina        | Chmielnicki              | 1992            | 5      | 267–271                                          | [ 16 ] |
| Ukraina        | Czernichów               | 1993–1997       | 3      | 446, 453, 455                                    | [ 17 ] |
| Ukraina        | Czerniowce               | 1992–1993       | 6      | 327–332                                          | [ 18 ] |
| Ukraina        | Dniepr                   | 1992–1996       | 54     | 2030–2049, 1050–1052, 1054, 1055                 | [ 19 ] |
| Ukraina        | Donieck                  | 1993–1996       | 34     |                                                  | [ 20 ] |
| Ukraina        | Gorłówka                 | 1993–1995       | 19     | 151–269                                          | [ 21 ] |
| Ukraina        | Iwano-Frankiwsk          | 1995            | 4      | 161–164                                          | [ 22 ] |
| Ukraina        | Kijów                    | 1993–1996       | 56     |                                                  | [ 23 ] |
| Ukraina        | Kramatorsk               | 1993–1994       | 5      | 0188, 0189, 191–193                              | [ 24 ] |
| Ukraina        | Krzemieńczuk             | 1992–1995       | 9      | 160, 165, 166, 170, 171, 175, 178, 180, 181      | [ 25 ] |
| Ukraina        | Krzywy Róg               | 1992            | 11     | 008–018                                          | [ 26 ] |
| Ukraina        | Łuck                     | 1993–1995       | 7      | 188–195                                          | [ 27 ] |
| Ukraina        | Ługańsk                  | 1993            | 15     | 301–315                                          | [ 28 ] |
| Ukraina        | Makiejewka               | 1993–1995       | 7      | 240–245, 250                                     | [ 29 ] |
| Ukraina        | Mariupol                 | 1993            | 2      | 1701–1702                                        | [ 30 ] |
| Ukraina        | Odessa                   | 1992–1995       | 27     | 2010–2036                                        | [ 31 ] |
| Ukraina        | Połtawa                  | 1993–1998       | 36     |                                                  | [ 32 ] |
| Ukraina        | Równe                    | 1993–1994       | 5      | 116–120                                          | [ 33 ] |
| Ukraina        | Sewastopol               | 1996            | 1      | 1501                                             | [ 34 ] |
| Ukraina        | Siewierodonieck          | 1993–1995       | 3      | 201–203                                          | [ 35 ] |
| Ukraina        | Słowiańsk                | 1993–1994, 1997 | 5      | 101–103, 105, 107                                | [ 36 ] |
| Ukraina        | Sumy                     | 1992–1993, 1995 | 5      | 001–005                                          | [ 37 ] |
| Ukraina        | Symferopol–Ałuszta–Jałta | 1993–1995       | 8      | 2250–2252, 4050, 4051, 4100–4102                 | [ 38 ] |
| Ukraina        | Tarnopol                 | 1992–1994       | 11     | 116–126, 128                                     | [ 39 ] |
| Ukraina        | Torećk                   | 1994            | 1      | 030                                              |        |
| Ukraina        | Winnica                  | 1993            | 3      | 348–350                                          | [ 40 ] |
| Ukraina        | Zaporoże                 | 1992            | 10     | 002, 004, 006, 008, 010, 012, 014, 016, 018, 020 | [ 41 ] |
| Ukraina        | Żytomierz                | 1994–1998       | 5      | 1064, 1066, 2062, 2064, 2065                     | [ 42 ] |
| Łączna liczba: | Łączna liczba:           | Łączna liczba:  | 460    |                                                  |        |